# København A-Raeken 1895-1896
La København A-Raeken 1895-1896 è stata la 7ª edizione della massima serie del campionato danese di calcio, disputata tra il novembre 1895 e il marzo 1896 e conclusa con la vittoria del Akademisk Boldklub, al suo quinto titolo, il quarto consecutivo.
Il capocannoniere fu V. Ellermann, della squadra Akademisk Boldklub, con 3 gol.

## Stagione

### Novità
Anche per questa edizione le partecipanti furono soltanto 3, e al posto del Boldklubben Frem partecipò per la prima volta il Boldklubben af 1893, in realtà inizialmente chiamato "C 93", ossia "Cricketklubben af 1893".

### Formula
La formula rimase invariata, salvo per il fatto che per qualche motivo non chiaro in questa edizione si giocò soltanto il girone di andata.

### Avvenimenti
Per la quarta volta consecutiva, e la quinta in totale in 7 edizioni, l'AB si laureò "Campione di Danimarca" (sebbene si tratti di un torneo riservato alle sole squadre di Copenaghen, e non a tutte quelle del Paese), vincendo per 2-0 contro il C 93, che partecipava per la prima volta con questo nome (i due club che lo hanno fondato, l'Østerbros BK e il Melchioraner BK, avevano invece già partecipato ad alcune edizioni precedenti), e per 5-0 contro il Kjøbenhavns Boldklub, che invece si classificò secondo dopo aver sconfitto per 2-0 il C 93, che dunque arrivò all'ultimo posto.

## Squadre partecipanti
| Club                 | Stagione | Città      | Stadio   | Stagione precedente |
| -------------------- | -------- | ---------- | -------- | ------------------- |
| Kjøbenhavns Boldklub | dettagli | Copenaghen | ???????? | 2º posto            |
| Akademisk Boldklub   | dettagli | Copenaghen | ???????? | 1º posto            |
| Boldklubben af 1893  | dettagli | Copenaghen | ???????? | debuttante          |

## Classifica
| Pos. | Squadra | G | V | N | P | GF | GS | DR |
| ---- | ------- | - | - | - | - | -- | -- | -- |
| 1.   | AB      | 2 | 2 | 0 | 0 | 7  | 0  | +7 |
| 2.   | KB      | 2 | 1 | 0 | 1 | 2  | 5  | -3 |
| 3.   | B.93    | 2 | 0 | 0 | 2 | 0  | 4  | -4 |

Fonti

## Verdetti
L'Akademisk Boldklub vince il titolo di Campione di Danimarca 1895-1896

### Squadra campione
| Formazione tipo (2-3-5)                                                                             | Giocatori (ruolo)                       |
| --------------------------------------------------------------------------------------------------- | --------------------------------------- |
| Funch Gauguin Diemer Forchhammer III Wulff Tørnoe Ellermann Nielsen Gadegaard Forchhammer II Lassen | E. Gauguin (portiere)                   |
| Funch Gauguin Diemer Forchhammer III Wulff Tørnoe Ellermann Nielsen Gadegaard Forchhammer II Lassen | Asmus Diemer (terzino destro)           |
| Funch Gauguin Diemer Forchhammer III Wulff Tørnoe Ellermann Nielsen Gadegaard Forchhammer II Lassen | Jørgen Forchhammer (terzino sinistro)   |
| Funch Gauguin Diemer Forchhammer III Wulff Tørnoe Ellermann Nielsen Gadegaard Forchhammer II Lassen | Julius Wulff (centro mediano)           |
| Funch Gauguin Diemer Forchhammer III Wulff Tørnoe Ellermann Nielsen Gadegaard Forchhammer II Lassen | Frederik Funch (mediano sinistro)       |
| Funch Gauguin Diemer Forchhammer III Wulff Tørnoe Ellermann Nielsen Gadegaard Forchhammer II Lassen | Johannes Tørnoe (mediano destro)        |
| Funch Gauguin Diemer Forchhammer III Wulff Tørnoe Ellermann Nielsen Gadegaard Forchhammer II Lassen | V. Ellermann (ala destra)               |
| Funch Gauguin Diemer Forchhammer III Wulff Tørnoe Ellermann Nielsen Gadegaard Forchhammer II Lassen | Peter Nielsen (ala sinistra)            |
| Funch Gauguin Diemer Forchhammer III Wulff Tørnoe Ellermann Nielsen Gadegaard Forchhammer II Lassen | Karl Gadegaard (mezzala destra)         |
| Funch Gauguin Diemer Forchhammer III Wulff Tørnoe Ellermann Nielsen Gadegaard Forchhammer II Lassen | Johannes Forchhammer (mezzala sinistra) |
| Funch Gauguin Diemer Forchhammer III Wulff Tørnoe Ellermann Nielsen Gadegaard Forchhammer II Lassen | F. L. Lassen (centro attacco)           |
| Altri giocatori: Niels Høeg, Anders Friis Allenatore: nessuno                                       |                                         |

Fonte

## Statistiche

### Squadre
- Maggior numero di vittorie:  AB (2 vittorie)
- Minor numero di vittorie:  B.93 (0 vittorie)
- Miglior attacco:   AB (7 gol fatti)
- Miglior difesa:  AB (0 gol subiti)
- Miglior differenza reti: AB (+7)
- Maggior numero di sconfitte:  B.93 (2 sconfitte)
- Minor numero di sconfitte:  AB (0 sconfitte)
- Peggior attacco:  B.93 (0 gol fatti)
- Peggior difesa:  KB (5 gol subiti)
- Peggior differenza reti:  B.93 (-4)